# Ottorino Volonterio
Ottorino Volonterio (* 7. Dezember 1917 in Orselina; † 10. März 2003 in Lugano) war ein Schweizer Automobilrennfahrer.

## Karriere
Volonterio, ein Rechtsanwalt aus Locarno, fuhr zu Beginn der 1950er Jahre mit viel Enthusiasmus und wenig zählbaren Ergebnissen Sportwagenrennen auf Rennfahrzeugen der Marke Maserati. Sein größter Erfolg war der zweite Platz bei der Coupé de Paris 1955 in Montlhéry.
Seinen ersten Formel-1-Grand-Prix fuhr er 1954 in Pedralbes in Spanien als der den Maserati 250F von Toulo de Graffenried übernahm. Mit Motorschaden musste Volonterio vorzeitig aufgeben.
Insgesamt fuhr der Schweizer, der für einen Formel-1-Piloten viel zu langsam war, drei WM-Läufe. Am Nürburgring 1956 kam er mit einem Rückstand von sechs Runden auf den Sieger Juan Manuel Fangio ins Ziel. Beim Großen Preis von Italien 1957 in Monza teilte er sich den Maserati mit André Simon. Der Rückstand im Ziel auf den Sieger Stirling Moss betrug 15 Runden.

## Statistik

### Statistik in der Automobil-Weltmeisterschaft

#### Gesamtübersicht
| Saison | Team                    | Chassis        | Motor           | Rennen | Siege | Zweiter | Dritter | Poles | schn. Rennrunden | Punkte | WM-Pos. |
| ------ | ----------------------- | -------------- | --------------- | ------ | ----- | ------- | ------- | ----- | ---------------- | ------ | ------- |
| 1954   | Emmanuel de Graffenried | Maserati 250F  | Maserati 2.0 L6 | 1      | −     | −       | −       | −     | −                | −      | NC      |
| 1956   | Ottorino Volonterio     | Maserati A6GCM | Maserati 2.5 L6 | 1      | −     | −       | −       | −     | −                | −      | NC      |
| 1957   | Ottorino Volonterio     | Maserati 250F  | Maserati 2.5 L6 | 1      | −     | −       | −       | −     | −                | −      | NC      |
| Gesamt | Gesamt                  | Gesamt         | Gesamt          | 3      | −     | −       | −       | −     | −                | −      |         |

#### Einzelergebnisse
| Saison | 1 | 2 | 3 | 4 | 5   | 6  | 7  | 8   | 9 |
| ------ | - | - | - | - | --- | -- | -- | --- | - |
| 1954   |   |   |   |   |     |    |    |     |   |
|        |   |   |   |   |     |    |    | DNF |   |
| 1956   |   |   |   |   |     |    |    |     |   |
|        |   |   |   |   | DNA | NC |    |     |   |
| 1957   |   |   |   |   |     |    |    |     |   |
|        |   |   |   |   |     |    | 11 |     |   |

| Legende  | Legende            | Legende                                                          |
| Farbe    | Abkürzung          | Bedeutung                                                        |
| -------- | ------------------ | ---------------------------------------------------------------- |
| Gold     | –                  | Sieg                                                             |
| Silber   | –                  | 2. Platz                                                         |
| Bronze   | –                  | 3. Platz                                                         |
| Grün     | –                  | Platzierung in den Punkten                                       |
| Blau     | –                  | Klassifiziert außerhalb der Punkteränge                          |
| Violett  | DNF                | Rennen nicht beendet (did not finish)                            |
| Violett  | NC                 | nicht klassifiziert (not classified)                             |
| Rot      | DNQ                | nicht qualifiziert (did not qualify)                             |
| Rot      | DNPQ               | in Vorqualifikation gescheitert (did not pre-qualify)            |
| Schwarz  | DSQ                | disqualifiziert (disqualified)                                   |
| Weiß     | DNS                | nicht am Start (did not start)                                   |
| Weiß     | WD                 | zurückgezogen (withdrawn)                                        |
| Hellblau | PO                 | nur am Training teilgenommen (practiced only)                    |
| Hellblau | TD                 | Freitags-Testfahrer (test driver)                                |
| ohne     | DNP                | nicht am Training teilgenommen (did not practice)                |
| ohne     | INJ                | verletzt oder krank (injured)                                    |
| ohne     | EX                 | ausgeschlossen (excluded)                                        |
| ohne     | DNA                | nicht erschienen (did not arrive)                                |
| ohne     | C                  | Rennen abgesagt (cancelled)                                      |
| ohne     | keine WM-Teilnahme |                                                                  |
| sonstige | P/fett             | Pole-Position                                                    |
| sonstige | 1/2/3/4/5/6/7/8    | Punktplatzierung im Sprint-/Qualifikationsrennen                 |
| sonstige | SR/kursiv          | Schnellste Rennrunde                                             |
| sonstige | *                  | nicht im Ziel, aufgrund der zurückgelegten Distanz aber gewertet |
| sonstige | ()                 | Streichresultate                                                 |
| sonstige | unterstrichen      | Führender in der Gesamtwertung                                   |

### Einzelergebnisse in der Sportwagen-Weltmeisterschaft
| Saison | Team                  | Rennwagen               | 1   | 2   | 3   | 4   | 5   | 6   | 7   | 8   | 9   | 10  | 11  | 12  | 13  | 14  | 15  | 16  | 17  | 18  | 19  | 20  |
| ------ | --------------------- | ----------------------- | --- | --- | --- | --- | --- | --- | --- | --- | --- | --- | --- | --- | --- | --- | --- | --- | --- | --- | --- | --- |
| 1965   | Scuderia St. Ambroeus | Alfa Romeo Giulietta SZ | DAY | SEB | BOL | MON | MON | RTT | TAR | SPA | NÜR | MUG | ROS | LEM | REI | BOZ | FRE | CCE | OVI | NÜR | BRI | BRI |
| 1965   | Scuderia St. Ambroeus | Alfa Romeo Giulietta SZ |     |     | 10  | 7   |     |     |     |     |     |     |     |     |     |     |     |     |     |     |     |     |
| 1967   | Ottorino Volonterio   | Alfa Romeo TZ           | DAY | SEB | MON | SPA | TAR | NÜR | LEM | HOK | MUG | BRH | CCE | ZEL | OVI | NÜR |     |     |     |     |     |     |
| 1967   | Ottorino Volonterio   | Alfa Romeo TZ           | DNF |     |     |     |     |     |     |     |     |     |     |     |     |     |     |     |     |     |     |     |